# Z39.50
Z39.50 er en protokol til udveksling af data mellem informationssystemer i form af søgninger og resultatsæt. Protokollen er en åben og international standard, der vedligeholdes af Library of Congress.